# Somerville (Tennessee)
Somerville è un comune degli Stati Uniti d'America, capoluogo della contea di Fayette, nello Stato del Tennessee. 
La popolazione era di 2.519 abitanti al censimento del 2000, passati a 2.931 nel 2007.
Secondo l'Ufficio del censo degli Stati Uniti, la città ha un'area totale di 11,4 miglia quadrate, di cui 0,2 di acque interne. 
Come nel censimento del 2000, vi erano 2519 persone e 1006 famiglie. La densità di popolazione è di225,4 abitanti per miglio quadrato. La composizione etnica della città è del 59% di bianchi, del 39% di afroamericani e dello 0,08% di Nativi Americani. Infine c'è lo 0,08% di asiatici e lo 0,04% di altre razze.